# Jon Uriarte
Jon Emili Uriarte (Buenos Aires, 15 de outubro de 1961) é um ex-jogador de voleibol da Argentina que competiu nos Jogos Olímpicos de 1984 e 1988.
Em 1984, ele participou de seis jogos e o time argentino finalizou na sexta colocação na competição olímpica. Quatro anos depois, ele fez parte da equipe argentina que conquistou a medalha de bronze no torneio olímpico de 1988, no qual atuou em sete partidas.